# Сан-Венанцо
Сан-Венанцо (итал. San Venanzo) — коммуна в Италии, располагается в регионе Умбрия, подчиняется административному центру Терни.
Население составляет 2282 человека, плотность населения составляет 14 чел./км². Занимает площадь 169 км². Почтовый индекс — 5010. Телефонный код — 075.
Покровителем коммуны почитается святой Венанций Камеринский. Праздник ежегодно празднуется 18 мая.